# Улица Айа
Улица А́йа (эст. Aia tänav), в 1959—1987 годах — улица У́юла (эст. Ujula) — улица в Таллине, столице Эстонии. Участок, на котором расположена улица, находится в поясе укреплений Нижнего города XIII—XVIII веков, внесённых в Государственный регистр памятников культуры Эстонии как памятник архитектуры. Нумерация домов начинается от улицы Виру.

## География
Пролегает в микрорайоне Ваналинн городского района Кесклинн. Начинается от улицы Виру, пересекается с улицами Вана-Виру, Инсенери и Канути, заканчивается на перекрёстке с улицей Уус. Протяжённость — 518 метров. На большем своё протяжении улица имеет одностороннее движение.

## История
Названия улицы в письменных источниках разных лет:
- 1873 — нем. Wallstraße,  эст. Valli tänav;
- 1885 — эст. Rohuaja tänav;
- 1907, 1916 — Садовая ул.;
- 1942 — нем. Gartenstraße.

Улица была проложена в середине XIX века в ходе сноса средневековых земляных укреплений и участков городской  крепостной стены. Её первоначальное название Валли происходит от эстонского слова vall — «вал». Затем улице дали название Рохуайа (эст. Rohuaja tänav — улица Травяного сада) в честь парка, возведённого рядом с нею на участке, приобретённом гильдией Святого Канута в 1866 году (сада Канути). Название Валли в настоящее время носит другая улица Таллина.
С 13 июня 1959 года по 1 июля 1987 года улица носила название улица Уюла (эст. Ujula tänav — Бассейновая) по расположенному на ней плавательному бассейну ДСО «Калев» (дом 18), строительство которого шло в 1958–1965 годах (архитекторы Пеэтер Тарвас, Уно Тэльпус и Ольга Кончаева).
На углу улиц Айа и Вана-Виру, на участке недвижимости ул. Айа 3, в начале XX века работал первый в Таллине стационарный кинотеатр «Казино». Здание было построено в 1911 году предпринимателем Василием Войновым как универмаг, но затем перестроено в кинотеатр. В 1927 году Василий Войнов построил в здании 18-метровый бассейн (в то время самый длинный в Прибалтике) и баню. В 1945 году здание было перестроено в плавательный бассейн, принадлежавший Спортивному обществу «Динамо» Министерства внутренних дел Эстонской ССР. В 1997 году на месте бассейна был построен торговый центр «WW Passaazh».

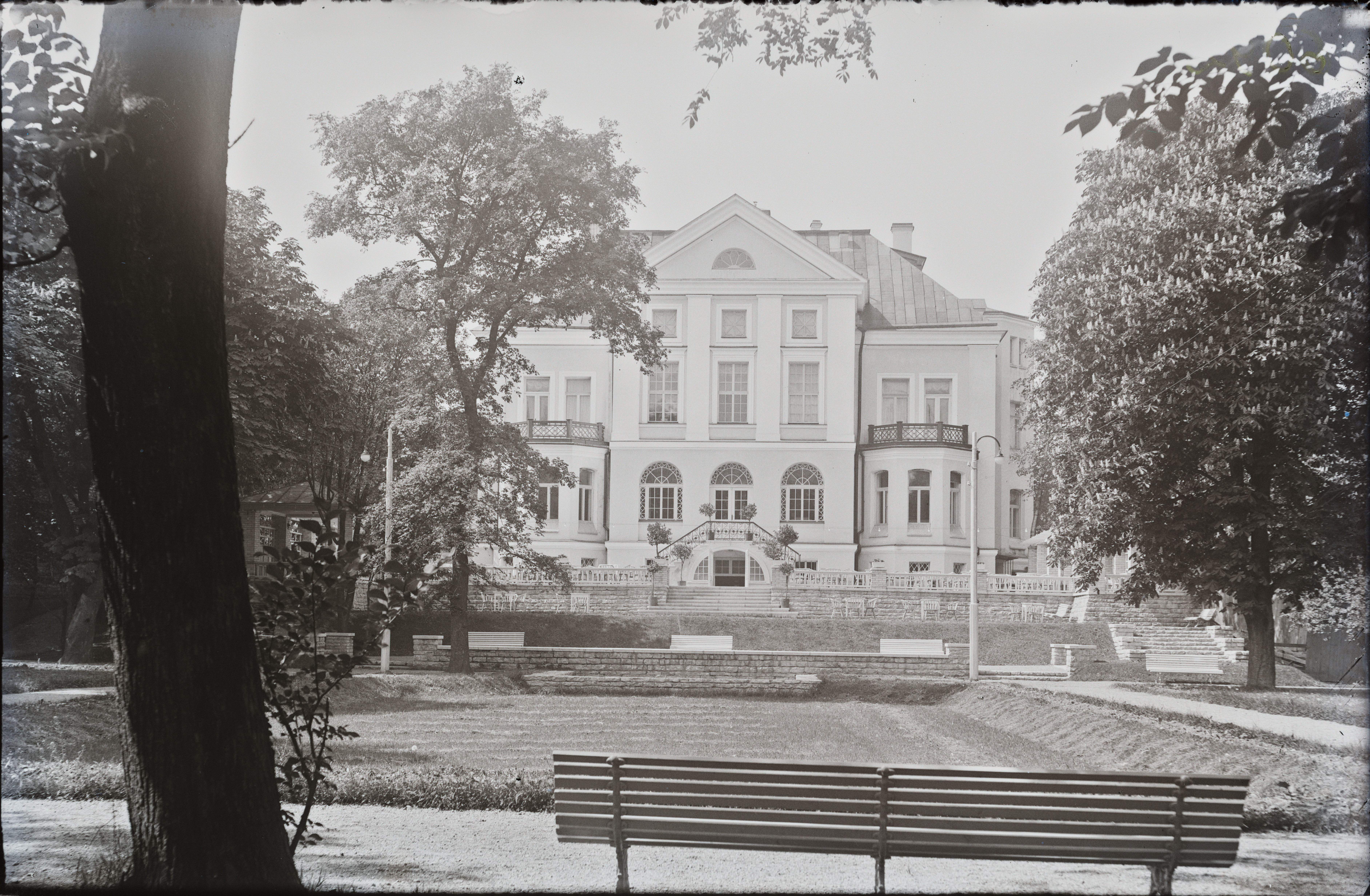
Дом 12 по улице Айа в 1930-е годы

Дом номер 12 на улице Айа первоначально был резиденцией петербургского придворного ювелира Константина Фердинанда Зефтигена (Konstantin Ferdinand Saefftigen), в 1918 году в здании начало работать Министерство труда и социального обеспечения Эстонской республики. В 1925 году здание приобрело паевое товарищество «Seltskondlik Maja», основанное по инициативе Константина Пятса, в 1925—1938 годах в нём располагался клуб «Centum», а в 1938—1940 годах — Государственный совет (вторая палата Рийгикогу). Во времена Эстонской ССР, с 1945 года, в здании работал Дом политпросвещения, с 1955 года до 1971 года — Таллинский Дворец пионеров; в 1990 году в нём разместился Таллинский Канутиайаский Молодёжный дом, переименованный в 2016 году в Таллинскую Канутиайаскую Школу по интересам.
Бассейн ДСО «Калев» (ул. Айа 18) в советское время был центральной базой плавательного спорта в Эстонии и базой Специализированной школы плавания ДСО «Калев» (410 учащихся в 1979 году). В бассейне были ванна для плавания и водного поло с 8 дорожками (20×50 м, глубина 1,34×4,6 м), вышка для прыжков в воду с трамплином (3 м) и платформами (5, 7,5 и 10 м), трибуны для зрителей (более чем на 700 мест), 2 детские ванны для плавания (4×12,5 и 4×6 м), гимнастический зал со специальным оборудованием, бани и прочие обслуживающие помещения. Первые соревнования в бассейне состоялись 21 июля 1965 года. Ежедневно бассейном пользовались около 1 тысячи человек.

## Застройка
Застройка улицы относится к концу XIX века и к XX веку:
- дом 3 — четырёхэтажное здание универмага, введено в строй в 1997 году. Первый торговый центр Таллина в стиле пассажа[7];
- дом 5 — пятиэтажный жилой дом с подвальным этажом и коммерческими площадями на первом этаже, построен в 1936—1940 годах Эуген Захариас[эст.];
- дом 5a и дом 5b — шестиэтажные жилые дома с коммерческими площадями на первом этаже, построены в 1935—1936 годах, архитектор Эуген Захариас;
- дом 7 — здание Таллинского торгового холла (Tallinna Kaubahall), построено в 1979 году, к организованной в Таллине Парусной регате Летних Олимпийских игр 1980 года, архитектор Эва Хирвесоо (Eva Hirvesoo), перестроено и расширено в конце 2010-х годов;
- дом 10 — трёхэтажное здание с подвальным этажом, построенное в 1935—1940 годах как офисно-торговое;
- дом 12 — ансамбль, состоящий из четырёхэтажного особняка и флигеля, образец здания в стиле историзма,  памятник архитектуры. Построен в 1870-х годах, точная дата и архитектор неизвестны. В начале XX века недвижимость принадлежала дворянскому семейству фон Гленов (von Glehn)[11];
- дом 18 —  плавательный бассейн, построенный в 1958—1965 годах. В 2005—2006 годах были проведены работы по его перестройке в современный центр отдыха (архитектор Эмиль Урбель (Emil Urbel), дизайнер интерьеров Таави Аунре (Taavi Aunre)): построены отель со 100 номерами, ресторан «Linda», несколько кафе, центр здоровья и красоты и спортклуб. В 2017 году проведена основательная реновация комплекса[12];
- дом 22 (Aia tn 22 / Uus tn 26) — трёхэтажное здание, построенное примерно в 1900 году.

## Предприятия и организации
- Aia tn 3 — спортзал «Gym Vanalinn»;
- Aia tn 3 — магазин «Vanalinna Prisma» торговой сети «Prisma»;
- Aia tn 7 — супермаркет торговой сети «Rimi»[13];
- Aia tn 10 — гостиница «Bern Boutique Hotel»[14];
- Aia tn 12 — Таллинская Канутиайаская Школа по интересам;
- Aia tn 13 — офис театрального центра «Draakonipesa» (с эст. Гнездо дракона)[15];
- Aia tn 18 — отель и водный центр «Kalev Spa»;
- Aia tn 20 — спортивный клуб и водный центр «Reval Sport» и спа-отель «Braavo», расположенные на бывшем средневековом бастионе Малых Морских ворот[16][17].

## Галерея

Улица Айа
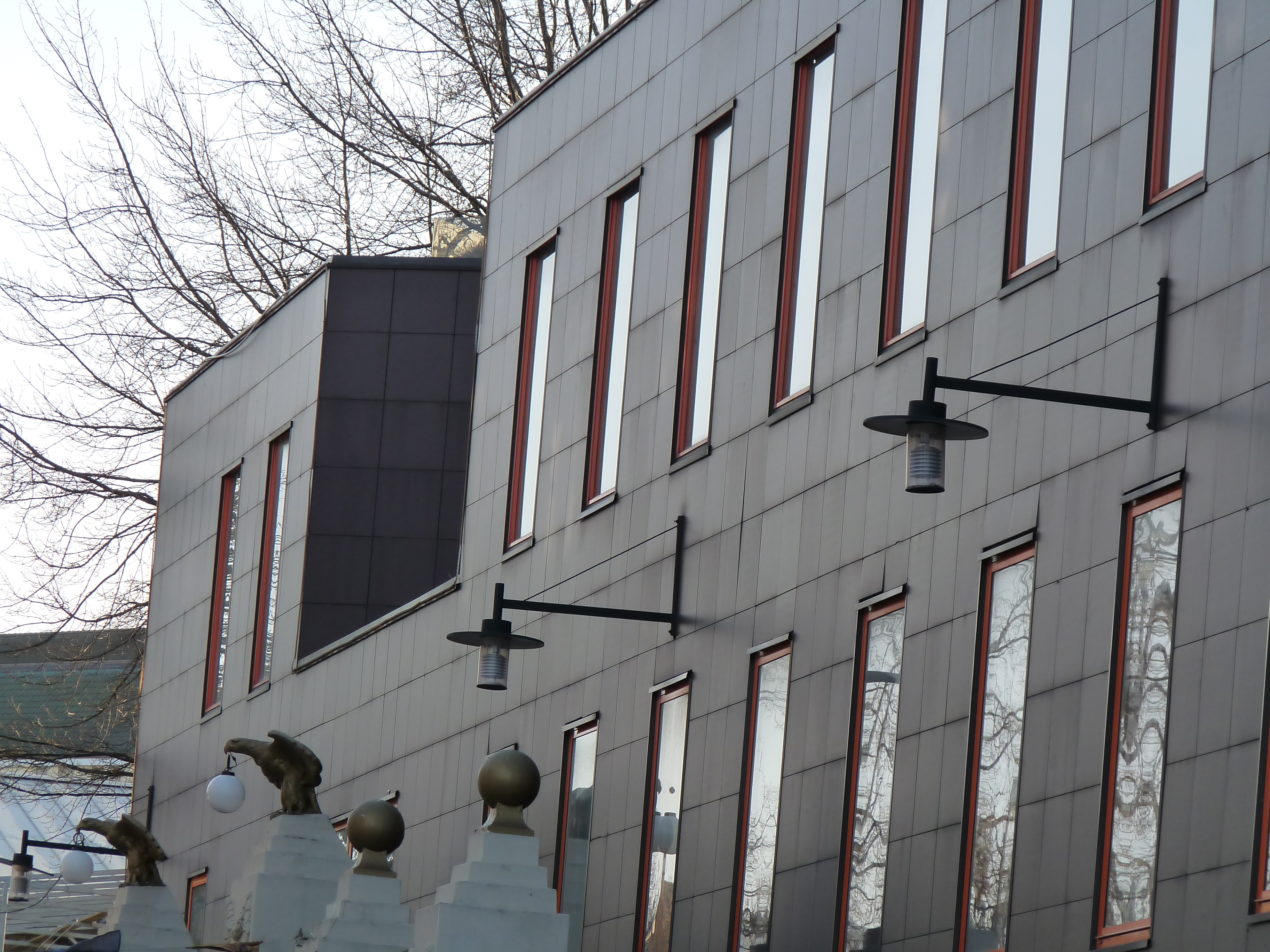
Фрагмент фасада дома номер 3
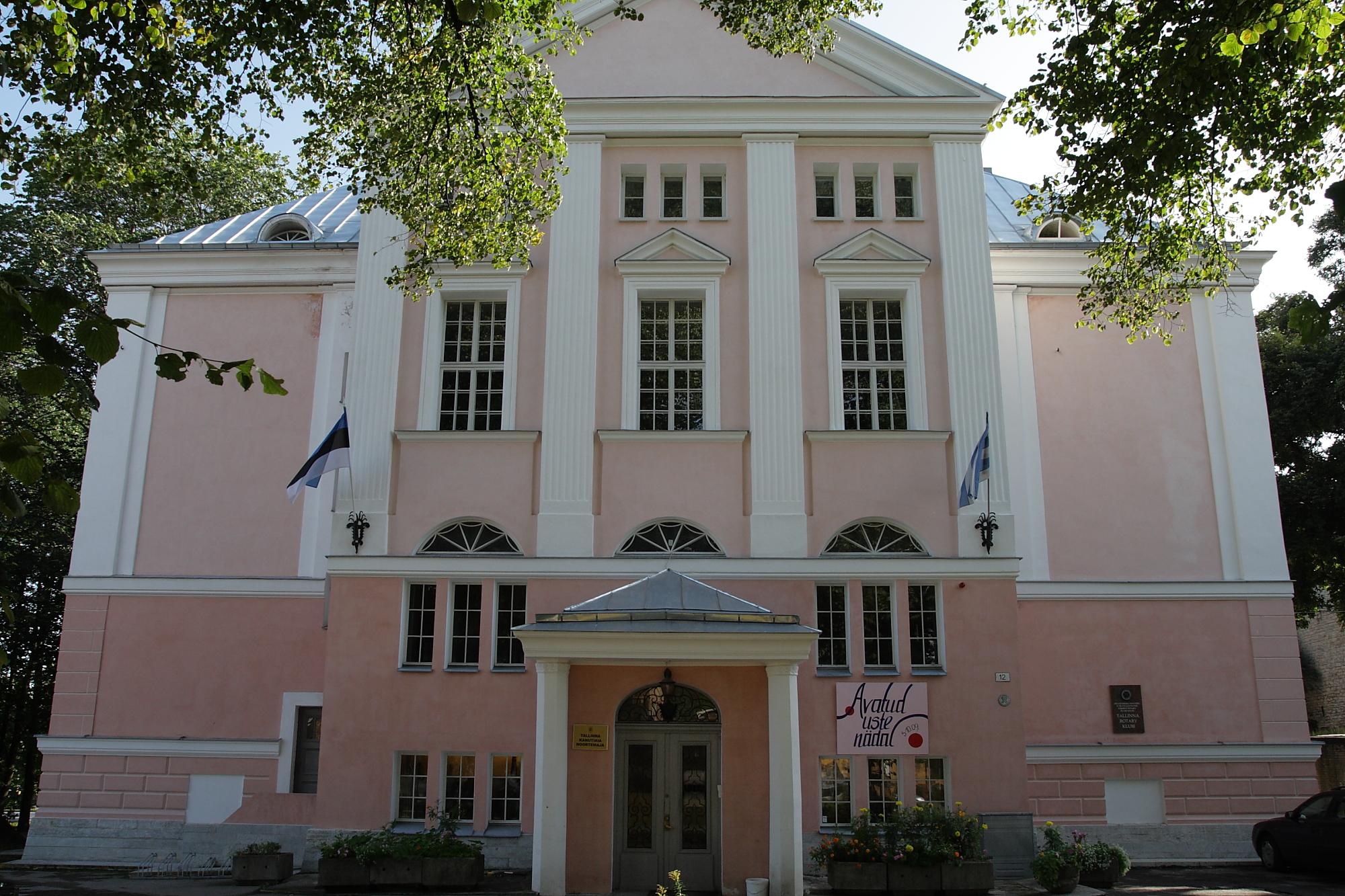
Дом 12,  Канутиайаская Школа по интересам
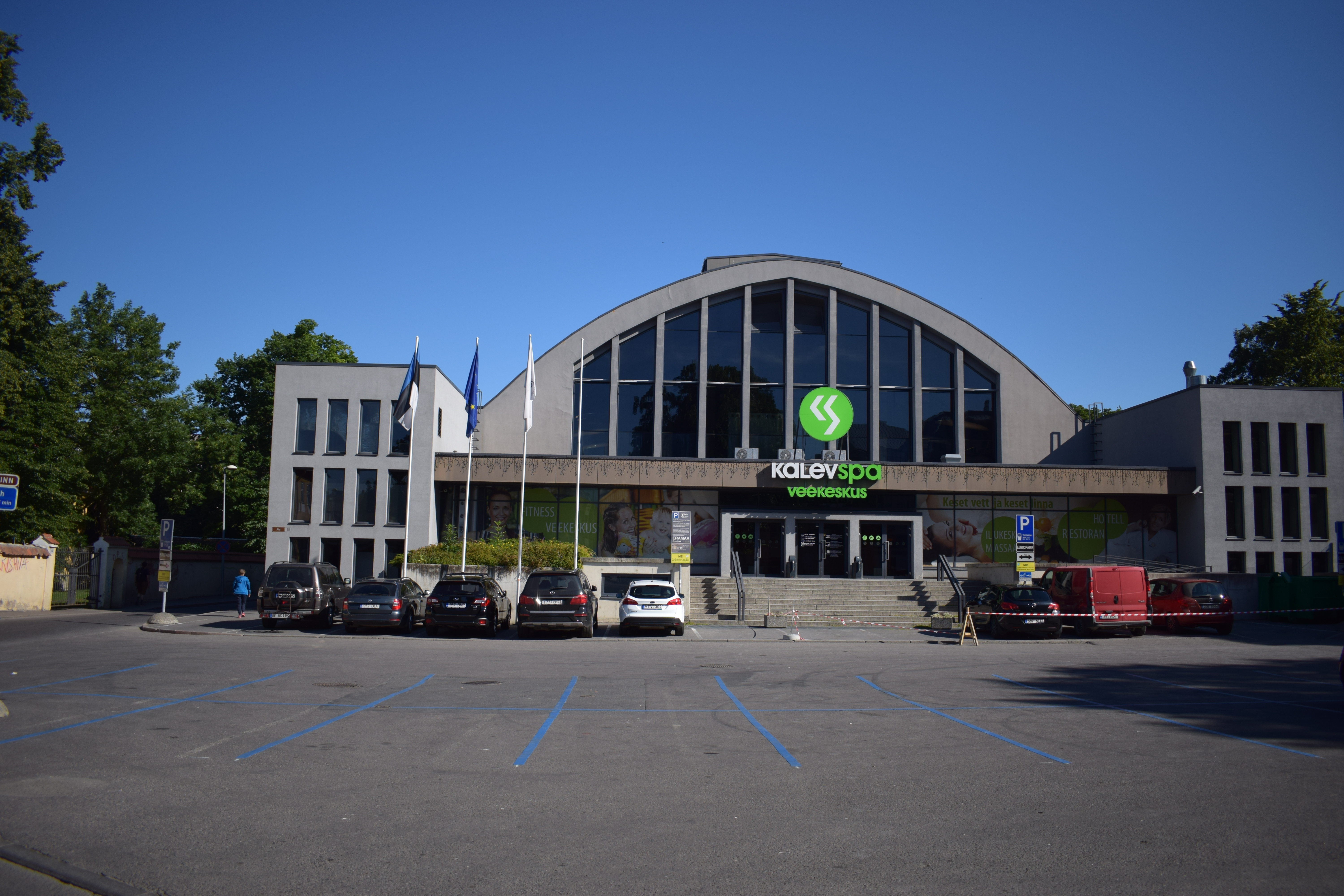
Дом 18, спа-отель и водный центр «Калев», 2017 год
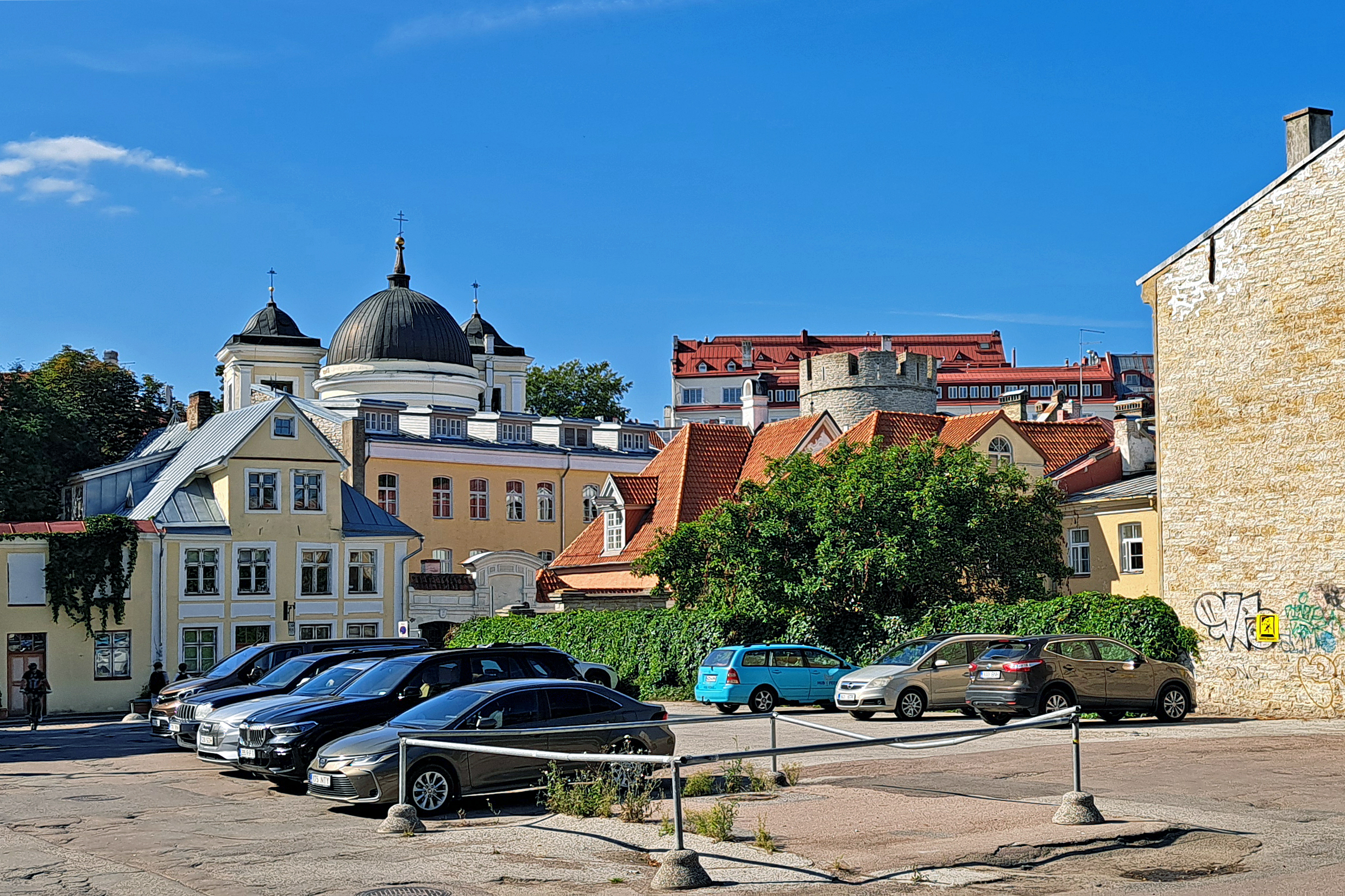
Вид с улицы Айа на Никольскую церковь и Бременскую башню, 2024 год
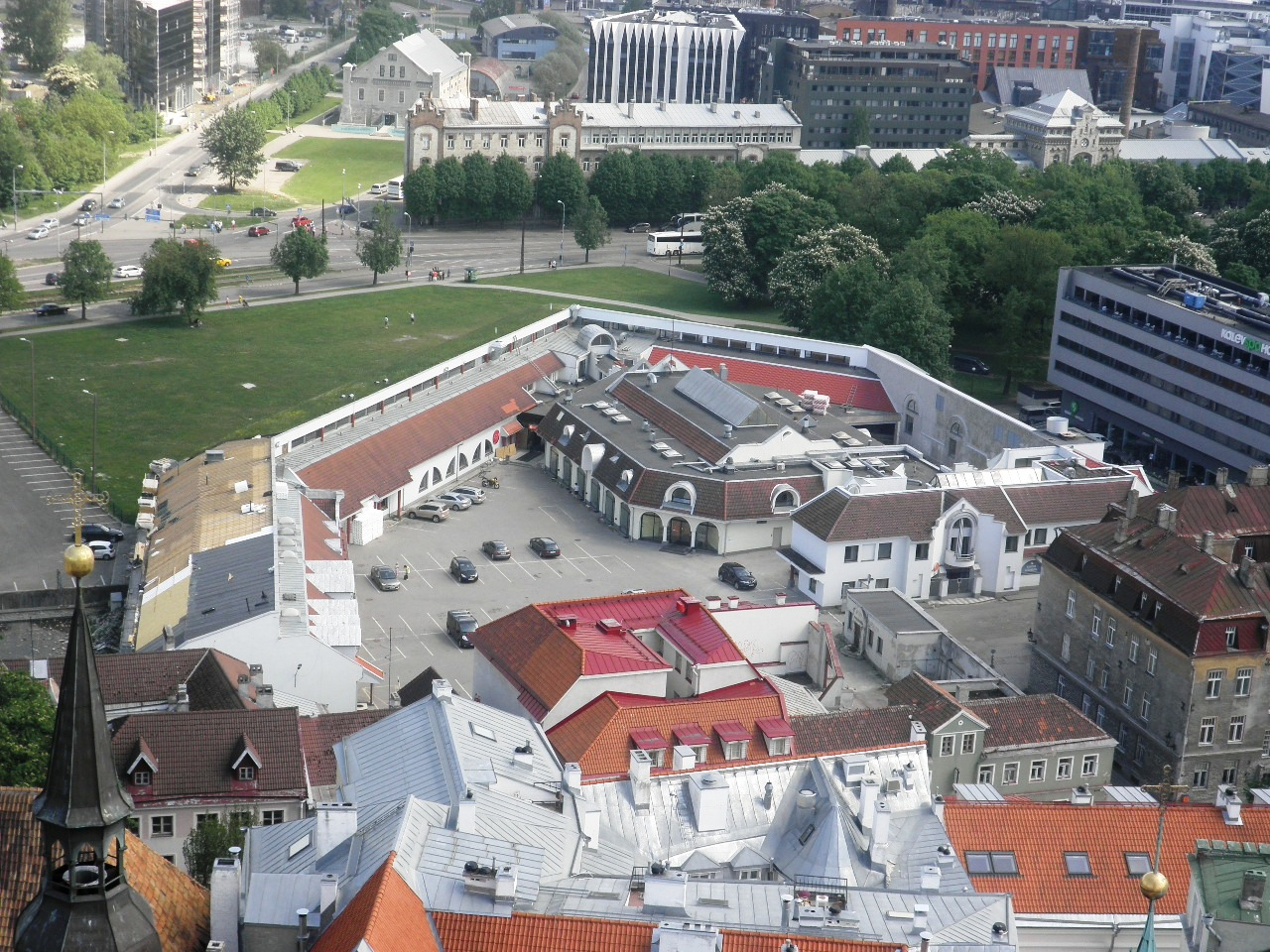
Дом 20 (в центре)